# Mandus De Vos
Mandus De Vos (Asse, 6 november 1935 - Mechelen, 19 augustus 1996) was een Vlaams acteur. Hij woonde lange tijd in Mechelen, waar hij de laatste jaren van zijn leven ook betrokken was bij de gemeentepolitiek. 
De Vos stamt uit een gezin van elf kinderen uit de Vlaams-Brabantse gemeente Asse. Hij liep humaniora op het Heilig-Hartcollege (Ganshoren) waarna hij een acteursopleiding volgde aan het Koninklijk Conservatorium in Brussel en stond nadien jarenlang in het onderwijs als leraar dictie, voordracht en toneel. Hij gaf ook een tijdlang dictieles aan het Sint-Romboutscollege in Mechelen en was tot aan zijn dood lesgever aan de Academie van Asse. Tot zijn leerlingen behoorden verscheidene acteurs die later bekendheid verwierven, zoals Josse De Pauw en Luk De Koninck. Tegelijkertijd was hij verbonden aan het Mechels Miniatuur Teater, eerst als acteur en later ook als directielid. Samen met René Verreth speelde hij meer dan 500 voorstellingen van Het Machtig Reservoir, dat ook een tv-captatie kreeg.
Bij het grote publiek verwierf Mandus De Vos vooral bekendheid door zijn vertolking van Bonaventuur Verastenhoven in de televisieserie De Collega's, die tussen 1978 en 1981 werd uitgezonden op de toenmalige openbare omroep BRT en ook een vervolg kreeg op het witte doek. Nadien had hij nog vaste rollen in reeksen als Het Pleintje en Editie en dook hij regelmatig op in de televisiesketches van Gaston en Leo op VTM. 
De Vos overleed op 60-jarige leeftijd onverwachts aan een hartaderbreuk. Hij liet een vrouw en twee kinderen na.

## Speellijst TV en Film
- De Routiers (1973)
- Het machtig reservoir (1974)
- Voorjaarsontwaken (1976)
- Circus Rondau (1977)
- De Collega's (1978)
- Goddelijke komedie (1981)
- Het Pleintje (1986)
- De kollega's maken de brug (1988)
- Koko Flanel (1990)
- De ware vrienden (1993)
- Gaston Berghmans show (1995)
- Editie (1995)
- Heterdaad (1996)